# Cashinahua
Le cachinawa (ou cashinahua, kashinawa, kaxinaua, kaxinawa) est une langue pano parlée en Amazonie péruvienne et brésilienne, dans le bassin des fleuves Jurua-Purus. La langue est parlée dans l'État de l'Acre par 4 500 personnes et au Pérou par 1 300, environ.

## Phonologie

### Voyelles
|         | Antérieure | Centrale | Postérieure |
| ------- | ---------- | -------- | ----------- |
| Fermée  | i [i]      |          | u [u]       |
| Moyenne |            | ɨ [ə]    |             |
| Ouverte |            | a [a]    |             |

### Consonnes
|               |               | Bilabiale | Dentale | Rétroflexe | Palatale | Vélaire | Glottale |
| ------------- | ------------- | --------- | ------- | ---------- | -------- | ------- | -------- |
| Occlusives    | Sourdes       | p [p]     | t [t]   |            |          | k [k]   |          |
| Occlusives    | Sourdes       | b [b]     | d [d]   |            | ɟ [ɟ]    |         |          |
| Fricatives    | Fricatives    |           | s [s]   | ʂ [ʂ]      |          |         | h [h]    |
| Affriquées    | Affriquées    |           | ts [t͡s] |            | c [t͡ʃ]   |         |          |
| Nasales       | Nasales       | m [m]     | n [n]   |            |          |         |          |
| Semi-voyelles | Semi-voyelles | w [w]     |         |            |          |         |          |